# Moojenodesmus bethaniae
Moojenodesmus bethaniae är en mångfotingart som beskrevs av Sergei I. Golovatch 1992. Moojenodesmus bethaniae ingår i släktet Moojenodesmus och familjen Fuhrmannodesmidae. Inga underarter finns listade i Catalogue of Life.